# Sinatruces de Partia
Sinatruces o Arsaces XII (también llamado Sanatruces o Sanatruk, c. 157 - 68 a. C.) fue rey rival en el Imperio parto en dos ocasiones. Primero desde el 93 a. C. hasta el 87 a. C. y desde c. 77 hasta c. 68 a. C. La línea sucesoria de Sinatruces será la que gobierne Partia hasta su final en el año 224.

## Sinatruces en las fuentes
Sabemos de la existencia de Sinatruces en varios documentos partos como las tablas de bronce de Susa. Sinatruces es mencionado también por Luciano de Samosata en su obra Makrobioi como uno de los reyes octogenarios de su época. Dentro de la Chronographia de Juan Malalas, se menciona la existencia de otro Sinatruces (Sanatrucio), quien habría sido hijo de Mitrídates IV y rey de Partia efímeramente en el año 115.

## Familia
Sinatruces fue miembro de la dinastía arsácida según se desprende de la palabra ΘΕΟΠΑΤΟΡΟΣ (hijo del divino) ya que su padre Mitrídates I (165 - 132 a. C.), fue divinizado en vida. Mitrídates había sido el artífice de la expansión del reino parto por Media, Atropatene, Bactria y finalmente Mesopotamia en el 141 a. C. Mitrídates también fue padre de Fraates II (132 - 126 a. C.). 
Existe también un ostracón descubierto en Nisa (Turkmenistán), antigua capital parta, donde se menciona la subida al trono de Fraates III, hijo de Sinatruces, que confirma su descendencia real:

Línea 1: Año 180 (Era arsácida). Rey Arsaces
Línea 2: hijo de un nieto de Priapatios...
Ostracón (2640/Nova 307)

Este documento vendría a certificar que Fraates III (Rey Arsaces) era hijo de un nieto de Priapatios, que no sería otro que Sinatruces hijo de Mitrídates I, quien a su vez era hijo de Priapatios (185-170 a. C.). 
No está claro porque Sinatruces queda excluido tanto tiempo del trono parto, es posible que fuera muy joven cuando su padre y hermano fallecieron y por tanto desplazado por sus tíos y primos entre 126 a. C. y 93 a. C. Otras teorías apuntan a que pudo caer prisionero de los saces cuando estos derrotaron a su hermano Fraates II, que falleció en batalla. Sea como fuere, Sinatruces esperó al final del reinado de su tío Mitrídates II para levantarse en armas y reclamar el trono.

## Primer reinado
En el año 93 a. C. Sinatruces se rebeló contra Mitrídates II, haciéndose fuerte en la región de Susa, próxima a otras regiones vasallas partas y con tendencia a la rebelión, Elam y Caracene. Sinatruces logró derrotar a su tío (se atribuye en sus monedas el epíteto ΝΙΚΑΤΟΡΟΣ, el victorioso) y hacerse con las regiones centrales y orientales del Imperio parto como demuestra el hecho de que emitiera monedas en Susa y Ecbatana en Media.
Tras el fallecimiento de Mitrídates II (91 a. C., heredó el trono su hijo Partia que controlaba Mesopotamia, Atropatene continuando la guerra contra el usurpador. Gotarces llegó a contar con su suegro Tigranes el Grande, rey de Armenia. 
Se saben pocos datos sobre los hechos de esta guerra civil, pero sabemos por un monumento en Behistun que en torno al 87 a. C. Sinatruces fue expulsado de Susa por Gotarces I.

## Segundo reinado
Existen varios inconvenientes cuando se intenta trazar la historia política de la llamada Época oscura, ya que las fuentes son escasas y están fragmentadas. Tras su derrota no podemos determinar si Sinatruces, tras su expulsión de Susa por Gotarces I, siguió gobernando algunos territorios centrales u orientales, tampoco se tiene de una fecha exacta de su nueva rebelión, es muy posible Sinatruces aprovechara la guerra entre Mitrídates III y Orodes I o entre este y Arsaces XVI, para nuevamente levantarse en las provincias orientales y retomar la emisión de monedas.
Sin embargo, si tenemos en cuenta las fuentes documentales (textos cuneiformes y bronces anuales de Susa) y las emisiones monetarias de Arsaces XVI, podemos concluir que Sinatruces ocupó las provincias orientales y que no supuso una amenaza seria para Arsaces.
Según el historiador griego Flegón de Trales, Sinatruces falleció en la Olimpiada 177.3 (70/69 a. C.). Fue sucedido por su hijo Fraates III, quien continuó la guerra contra Arsaces XVI.
| Predecesor: Mitrídates II        | Rey de Partia (de la Dinastía Arsácida) 93 – 87 a. C. en guerra contra Mitrídates II y Gotarces I   | Sucesor: Gotarces I  |
| Predecesor: Orodes I Arsaces XVI | Rey de Partia (de la Dinastía Arsácida) circa 77 – 69 a. C. en guerra contra Orodes I y Arsaces XVI | Sucesor: Fraates III |